# Hemiaspis signata
Hemiaspis signata är en ormart som beskrevs av Jan 1859. Hemiaspis signata ingår i släktet Hemiaspis och familjen giftsnokar och underfamiljen havsormar. Inga underarter finns listade i Catalogue of Life.
Arten förekommer i östra Australien i delstaterna Queensland och New South Wales nära havet. Den lever vid kanten av vattendrag och insjöar i regnskogar, andra skogar samt i träskmarker. Denna orm jagar främst groddjur och små ödlor som skinkar. Individerna är huvudsakligen nattaktiva. Under varma tider kan de vara aktiva under skymningen eller natten. Honor lägger inga ägg utan föder levande ungar.
För beståndet är inga hot kända. Hemiaspis signata undviker antagligen den introducerade och giftiga agapaddan på grund av att den är ett för stort byte. IUCN listar arten som livskraftig (LC).